# Topographie des Terrors
Topographie des Terrors (dansk: Terrorens Topografi) er et udendørs og indendørs historiemuseum i Berlin, Tyskland. Museet er placeret på Niederkirchnerstrasse, tidligere Prinz-Albrecht-Strasse, på stedet for bygninger, der under naziregimet fra 1933 til 1945 var SS- og RSHA’s hovedkvarter samt hovedkvarteret for Sicherheitspolizei, SD, Einsatzgruppen og Gestapo.
Bygningerne, der husede Gestapo- og SS-hovedkvarteret, blev stort set ødelagt af allierede bombeangreb i begyndelsen af 1945, og ruinerne blev revet ned efter krigen. Grænsen mellem de amerikanske og sovjetiske besættelseszoner i Berlin løb langs Prinz-Albrecht-Strasse, så gaden blev hurtigt en befæstet grænse, og Berlinmuren løb langs den sydlige side af gaden fra 1961 til 1989. Gaden blev i samme periode omdøbt Niederkirchnerstraße. Berlinmuren her blev aldrig revet ned. Faktisk er den del, der støder op til Topographie des Terrors, det længste eksisterende segment af den ydre mur (det længere East Side Gallery-segment i Friedrichshain er faktisk en del af den indvendige mur, ikke er synlig fra Vestberlin).
De første udstillinger på stedet fandt sted i 1987 som en del af Berlins 750-års jubilæum. Kælderen i Gestapo-hovedkvarteret, hvor mange politiske fanger blev tortureret og henrettet, blev fundet og udgravet. Området blev derefter omdannet til et mindesmærke og et museum i det fri, men beskyttet mod elementerne ved en slags udhæng, der detaljeret fremstiller undertrykkelsen under nazismen. Udgravningen fandt sted i samarbejde med østtyske forskere, og en fælles udstilling blev vist både på Topographie des Terrors (beliggende i Vesttyskland) og i Østtyskland i 1989.
I 1992, to år efter Tysklands genforening, blev der oprettet et fond, der skulle tage ansvar for området, og året efter indledte fonden en arkitektkonkurrence om at designe et permanent museum. Et design af arkitekt Peter Zumthor blev valgt. Opførelsen blev imidlertid standset på grund af finansieringsproblemer, efter at bygningens betonkerne var etableret. Kernen stod på stedet i næsten et årti, indtil den endeligt blev revet i 2004, og et nyt byggeri blev påbegyndt.
Opførelsen af det nye dokumentationscenter i henhold til et prisvindende design af arkitekten Ursula Wilms (Heinle, Wischer und Partner, Berlin) og landskapsarkitekten Heinz W. Hallmann (Aachen) blev afsluttet i 2010. Det nye dokumentationscenter blev officielt åbnet den 6. maj 2010 af forbundspræsident Horst Köhler i anledning af 65-årsdagen for afslutningen af 2. verdenskrig. Den nye udstillings- og dokumentationsbygning og den nydesignede historiske område blev åbnet for offentligheden den 7. maj 2010.

## Historie
Efter nedrivningen af ruinerne i 1950'erne blev området brugt til radiobiler og en losseplads for murbrokker fra renoveringen af Kreuzberg. Planerne om en mindesmærkeplads på det tidligere Gestapo-hovedkvarter går tilbage til 1978, da den Berlin-baserede arkiekturkritiker Dieter Hoffmann-Axthelm var en af de første, der i essays og undersøgelser noterede sig betydningen af den tidligere beliggenhed for hovedkvarteret for Gestapo, SD og RSHA.
Den første udstilling om områdets historie blev opstillet til 750-års jubilæet for Berlin i 1987. Forskning fortsatte efter det, hvilket førte til opførelsen af et dokumentationscenter, der indsamlede yderligere oplysninger om nazisternes terror i Tyskland. I 1992 blev der oprettet en fond til opførelse og vedligeholdelse af centret med en tilknyttet permanent udstilling. Administrerende direktør er Rabbi Andreas Nachama.
Et udbud i 1993 til at designe museumskomplekset blev vundet af den schweiziske Pritzkerpris-vinder Peter Zumthor. Baseret på den midlertidige udstillingsbygning blev hans design sammenlignet med skelettet af en kaserne, der tillader lys gennem glasoverdækkede hulrum i betonbjælkerne. Selv om den blev vel anmeldt, viste det sig, at strukturen var dyr at opføre, og da den oprindelige entreprenør blev insolvent midt i byggeriet, kunne ingen andre entreprenører, der var villige til at fortsætte projektet til den faste pris, findes. Da byen Berlin ikke var villig til at betale yderligere tre til fem millioner euro for et reduceret design, og at finansieringen fra den føderale regering var tilbageholdt indtil yderligere arbejde var udført, stod området tilbage med kun trappeskakterne af baton. Efter at have brugt 13,9 millioner euro allerede, blev betonkernen revet på trods af protester fra Zumthor og andre arkitekter i 2004. 

### Arkitektkonkurrence i 2005
I juni 2005 blev der lanceret en ny arkitektkonkurrence efter den delvist opførte kerne af Zumthors design. Ud af 309 indsendte og 23 valgte udkast, vandt arkitekt Ursula Wilms, fra den Berlin-baserede arkitektstue Heinle, Wischer und Partner, og landskabsarkitekt Heinz W. Hallmann, fra Aachen, i januar 2006 den sidste runde. Udkastet omfattede en to-etagers, kvaderstensformet, glasbygning med en tilgængelig overflade på 3.500 kvadratmeter. Til opførelsen var der ca. 15 millioner euro til rådighed. Yderligere fem til ni millioner euro blev brugt til interiøret og ombygningen af det historiske område. Disse omkostninger blev afholdt i fællesskab af både den føderale regering og den føderale delstat Berlin, der hver bidrog med 50%. Arkitekterne anslåede byggeomkostninger til højst 20 millioner euro og en byggeperiode på to år.
Bygningen blev afsluttet til tiden, og den nye bygning blev åbnet for offentligheden den 7. maj 2010.

### Bygningen
Friluftsudstillingen i grøften langs de udgravede segmenter af kældervæggen på Niederkirchnerstraße (tidligere Prinz-Albrecht-Straße) blev bevaret og overdækket med glas. Rummet til den permanente udstilling er 800 kubikmeter og præsenterer udviklingen og funktionerne i sikkerhedsapparaterne under naziregimet. En sal til events på bagsiden af bygningen kan rumme 200 deltagere. I den sydlige del af området under åben himmel er en lund af robinier, resterne af "Harrys Autodrom" fra 1970'erne, mens resten af det åbne rum er belagt med grauwacke-sten. Omkring den fladtagede bygning er en facade lavet af metallameller, som åbner bygningen på en måde, så det er muligt at se ud af den til omgivelserne overalt i stueetagen i bygningen. I kælderen ligger seminarcentret, biblioteket med ca. 25.000 bøger, mindesafdelingen og kontorer for 17 ansatte ved Topographie des Terrors-fonden.

## Udstillinger

### Permanente udstillinger
Med indvielsen af det nye dokumentationscenter er tre permanente udstillinger åbne for offentligheden. Alle tre præsenteres tosprogede på tysk og engelsk.

#### Topographie des Terrors. Gestapo, SS og RHSA på Wilhelm- og Prinz-Albrecht-Straße
Den permanente udstilling "Topographie des Terrors" blev vist i det fri, indtil det nye dokumentationscenter åbnede. Den grundigt reviderede og redesignede "Topographie des Terrors”-permanente udstilling præsenteres på over 800 kvadratmeter i den nye bygning. Fokus for udstillingen er SS og politiets centrale institutioner i det "Tredje Tige" samt de forbrydelser, de har begået i hele Europa. Opmærksomhed til naziregimets mange offergrupper indtager en central placering sammen med skildringen af terrorsystemet.

#### Berlin 1933–1945: Mellem propaganda og terror
En permanent udstilling om hovedstaden Berlin under det "Tredje Rige " vises på udstillingsgraven langs de udgravede dele af kældervæggen på Niederkirchnerstraße (tidligere Prinz-Albrecht-Straße). Den behandler den nationalsocialistiske politik i Berlin og dens konsekvenser for byen og dens befolkning.

#### Områdets historie - rundvisning på Topographie des Terrors
Med åbningen af det nye dokumentationscenter er området ved museet igen åbent for offentligheden. Rundturen, der hovedsageligt følger de udstillede bygningsrester, omfatter 15 stationer. Informationsskilte giver et overblik over placering og stedets brug i nazitiden og efterkrigstiden. Turen integrerer også rester af Berlinmuren, der er blevet udpeget som et historisk monument.

## Bibliotek
Biblioteket for Topographie des Terrors er et specialiseret bibliotek med fokus på politi, SS, og Gestapo i det tredje rige og på nationalsocialismen generelt. Det omfatter i øjeblikket omkring 25.800 medieelementer, omkring 120 almindelige og 100 lukkede magasiner. Det ligger omkring en springvand, der minder om zenhaver, og frit tilgængeligt.

## Afdelingen for Mindesmuseer
Topographie des Terrors-fonden leverer omfattende rådgivnings- og koordineringsopgaver inden for nationale og internationale mindesmærker. I Tyskland er Afdelingen for Mindesmuseer det centrale koordinationskontor for mindesmærker og initiativer til mindesmærker og fremmer i stigende grad det internationale samarbejde.

## Billeder fra Topographie des Terrors, 2006
- Billeder af politiske fanger fra Gestapo-arkiverne
- Udgravede celler fra kælderen i Gestapo-hovedkvarteret
- Den bombede ruin af Gestapo/SS-hovedkvarteret, 1945
- Fotovisning af berlinske jøder, der bliver deporteret til deres død

## Dokumentationscenter for nazistisk tvangsarbejde
Den sidste velbevarede tidligere nazistiske tvangsarbejdslejr ligger i Niederschöneweide. I Anden Verdenskrig tjente den som en af de mere end 3000 kollektive boliger spredt over hele byen for tvangsarbejdere. Dokumentationscentret for nazistisk. tvangsarbejde åbnede i sommeren 2006 på den del af området, der engang hørte til lejren og som i dag er beskyttet som et monument. Dokumentationscentret tilbyder to permanente udstillinger: "Tvangsarbejde i det daglige 1938-1945" og "Mellem to stole. Historien om de italienske Internerede 1943-1945". Indgang og de guidede ture er gratis.

## Eksterne links
- Officielt websted
- Gedenkstättenforum
- Nazi-tvungen arbejdsdokumentationscenter
- Artikel fra Exberliner-magasinet
- Artikel fra The Guardian, torsdag 6. maj 2010

52°30′23″N 13°23′01″Ø / 52.5064°N 13.3837°Ø